# Локтев, Вадим Михайлович
Вадим Михайлович Локтев (3 мая 1945, Киев) — украинский учёный, физик-теоретик, академик Национальной академии наук Украины (2003), доктор физико-математических наук (1983), заслуженный деятель науки и техники Украины, лауреат двух Государственных премий Украины в отрасли науки и техники, лауреат Золотой медали имени В. И. Вернадского Национальной академии наук Украины, кавалер ордена князя Ярослава Мудрого III степени. Академик-секретарь Отделения физики и астрономии НАН Украины.

## Биография
- 1968 г. — окончил физический факультет Киевского государственного университета им. Т. Г. Шевченко. В тот же год поступил в аспирантуру Института теоретической физики НАН Украины, где работает и по сегодня.

- 1971 г. защитил кандидатскую диссертацию,
- в 1983 г. — докторскую.

- в 1987—1993 годах заведовал лабораторией электронных процессов в молекулярных упорядоченных структурах отдела теории многочастичных систем, который возглавлял академик НАН Украины А. С. Давыдов.

- 1993 г. — заведующий отделом нелинейной физики конденсированного состояния.

## Научное наследие
В. М. Локтев получил ряд основополагающих результатов теории криокристаллов, молекулярных и магнитных экситонов, высокотемпературной сверхпроводимости, фазовых переходов в конденсированных системах. Он является одним из авторов теории примесных состояний большого радиуса в кристаллах, которая получила название теории Иванова—Локтева—Погорелова.
Важных результатов достиг исследователь в изучении магнитных систем, в частности изотропных и анизотропных ферромагнетиков. В. М. Локтев построил теорию спиновых возбуждений в неупорядоченных магнетиках с сильной одноионной анизотропией и теорию спиновых волн и формирования щели в квазидвумерных антиферромагнетиках.
В. М. Локтев предсказал новый линейный по внешнему магнитному полю магнитооптический эффект в анизотропных магнитных кристаллах. На его базе экспериментаторам удалось визуализировать коллинеарны домены в антиферромагнетиках. В. М. Локтев развил теорию эффекта Рашби в антиферромагнетиках и определил возможность коллективной перестройки спектра независимо от концентрации примесей.
В исследованиях спектров твёрдого кислорода В. М. Локтев предсказал явление расщепления полос биэкситонного поглощения в антиферромагнитных диэлектриках.
В. М. Локтев впервые установил важную роль эффекта Яна—Теллера в механизме возникновения высокотемпературной сверхпроводимости плёнок фуллеритов.
В. М. Локтев исследовал влияние доменной структуры кристаллов на их поведение во внешних полях и предложил механизм образования доменной структуры в антиферромагнетиках.
В. М. Локтев — автор нескольких монографий и более двух сотен научных трудов, опубликованных в отечественных и зарубежных изданиях; член редколлегий научных журналов «Вестник НАН Украины», «Научные вести Национального технического университета Украины „Киевский политехнический институт“», «Физика низких температур».
В. М. Локтев заведует кафедрой теоретической и общей физики физико-математического факультета Национального технического университета Украины «Киевский политехнический институт», возглавляет научную школу.

## Общественная деятельность
Член Президиума НАН Украины. Некоторое время был членом Аккредитационной комиссии Украины.